# Акт з питань малого бізнесу для Європи
Акт з питань малого бізнесу для Європи (АМБ) англ. The Small Business Act for Europe (SBA) є всеосяжною основою політики ЄС з питань малих і середніх підприємств (МСП).
Він спрямований на поліпшення підходів до підприємництва в Європі, спрощення регуляторного середовища для малого та середнього бізнесу,  усунення перешкод для його розвитку. 

## Принципи Акту
Акт окреслює 10 принципів, які вважаються важливими для середньостатистичної економіки ЄС.
Принципи Акту про малий бізнес для Європи:
1. Створювати середовища, в якому підприємці та сімейні бізнеси можуть процвітати, а підприємництво винагороджується
2. Надавати другий шанс сумлінним підприємцям, що зіткнулися з проблемами банкрутства
3. Формувати державну політику згідно з принципом «Спочатку думаймо про мале»
4. Зорієнтувати органи державної влади на потреби МСП
5. Адаптувати умови доступу МСП до публічних закупівель та можливостей отримання державної підтримки
6. Полегшувати доступ МСП до фінансування та підтримувати створення правових та бізнес систем своєчасних розрахунків у комерційній сфері
7. Допомагати МСП у більш повному використанні можливостей від єдиного європейського ринку
8. Сприяти підвищенню кваліфікації МСП та всім формам інновацій
9. Підтримувати МСП у перетворенні екологічних викликів в нові можливості
10. Заохочувати та підтримувати доступ МСП до зростання на зовнішніх ринках

Принципи кращої міжнародної практики викладені в Індексі економічної політики у сфері МСП (ЄК/ОЕСР).

## Впровадження в Україні
У 2010 Кабінетом Міністрів України був затверджений план заходів щодо впровадження принципів Акта з питань малого бізнесу для Європи.